# Nebkauhor-Idu
Nebkauhor-Idu war ein Prinz der altägyptischen 6. Dynastie und vermutlich ein Sohn von Pepi II. Er trug die Titel eines Ältesten leiblichen Königssohns, eines Wesirs, obersten Richters und Vorstehers der Gottesdiener der Unas-Pyramide. Sein Grab befindet sich östlich der Unas-Pyramide in Sakkara. Es handelt sich um eine wiederverwendete Mastaba des Wesirs Achtihotep aus der späten 5. oder frühen 6. Dynastie.